# 巻島直樹
巻島 直樹（まきしま なおき、1962年8月23日 - 2023年9月29日）は、日本の男性声優。茨城県出身。声優演技研究所講師。

## 人物
茨城県立下館第一高等学校卒業。専門学校東京アナウンス学院放送声優科を卒業後、1986年にトルバドール音楽事務所に所属。1995年に賢プロダクションへ移籍したのち、2016年からはオフィス薫に所属していた。日本俳優連合組合員。
特技は野球と落語。
『勇者警察ジェイデッカー』放送当時、脚本家の川崎ヒロユキは巻島を「ジャックナイフのような声」と表現していた。
「声優演技研究所」を開設し、講師として後進の指導も行っていた。
2020年8月頃に癌が全身に転移していると宣告され、2021年1月時点で休業闘病中であることを発表。
2023年9月29日に死去。61歳没。訃報は8か月後の2024年6月3日に公表された。

## 代役・後任
巻島の休業中没後に、持ち役を引き継いだ人物は以下の通り。
| 後任     | 役名         | 概要作品                   | 後任の初担当作品           |
| -------- | ------------ | -------------------------- | -------------------------- |
| 野島裕史 | ガンマックス | 『勇者警察ジェイデッカー』 | 『スーパーロボット大戦30』 |

## 出演
太字はメインキャラクター。

### テレビアニメ
1985年
- 機動戦士Ζガンダム（男、特務、ナビゲーター、士官、兵士、メカマン、男A）
- ダーティペア（ムギ、ナンモ、看守、暴走族、副長、兵士、乗務員）

1986年
- 機動戦士ガンダムΖΖ（ビーツ、工員、オペレーター、ナビゲーター、作業員 他）

1987年
- アニメ三銃士
- 機甲戦記ドラグナー（運転手、士官、兵士、技術士官、ガードマン）
- めぞん一刻

1988年
- エスパー魔美（1988年 - 1989年、生徒A、丸井、駅員A、生徒1、明良、佐々木 他）
- 美味しんぼ（ドラゴン・リー、弟子A 他）
- シティーハンター 2（男たち）
- 新プロゴルファー猿（ゴルファーA）
- つるピカハゲ丸くん（ペス、大塚 他）
- ドラえもん（テレビ朝日版第1期）（警官、仲間B、街の人）
- ビリ犬
- 鎧伝サムライトルーパー（1988年 - 1989年、サリュウド、アナウンサー）

1989年
- おぼっちゃまくん（1990年 - 1992年、男C、岡っ引きB、会津、ゴツイ奴、外人A 他）
- YAWARA!（1989年 - 1992年、不良E、部員A、富岡、課長 他）
- らんま1/2 熱闘編

1990年
- チンプイ（1990年 - 1991年、不良A、男B、運転手、男、記者B、生徒、マール星人、店員、ヒンコンC）
- 魔神英雄伝ワタル2（男）
- 勇者エクスカイザー（1990年 - 1991年、サンダーガイスト〈2代目〉、マリオ〈2代目〉）
- 笑ゥせぇるすまん（生地内也）

1991年
- 絶対無敵ライジンオー（1991年 - 1992年、スカイダー、スベール）
- 太陽の勇者ファイバード（1991年 - 1992年、ガードファイヤー）
- 機甲警察メタルジャック（司令官、ジョン）
- ちびまる子ちゃん（男の人A）
- どろろんぱっ!（円馬）
- 21エモン（サバロ 他）
- 八百八町表裏化粧師

1992年
- おぼっちゃまくん（白服の男）
- クレヨンしんちゃん（1992年 - 1994年、アナウンサー、若い男性、集金人、客、痴漢男、薬局の店員 他）
- 元気爆発ガンバルガー（1992年 - 1993年、グモグリン、モチモッチン）
- 伝説の勇者ダ・ガーン（1992年 - 1993年、オペレーター、ドリルランダー、コンピュータ、兵、指揮官、将校）
- 姫ちゃんのリボン（立花、木暮 マネージャー 他）
- ママは小学4年生（男子生徒、生徒たち、戸々祐介、駐在さん、ツバメくん 他）

1993年
- 機動戦士Vガンダム（管制官B）
- しましまとらのしまじろう（キツネおじさん、キャプテン）
- 熱血最強ゴウザウラー（マッドシャープ）
- ミラクル☆ガールズ（男1）
- 勇者特急マイトガイン（1993年 - 1994年、チョウサク、大阪次郎、トライボンバー / ライオボンバー / バトルボンバー、ポリスダイバー、ホーンボンバー、チャーリー 他）
- 疾風!アイアンリーガー（1993年 - 1994年、ジェイク、マッツーリーガー 他）

1994年
- 機動武闘伝Gガンダム（1994年 - 1995年、係員C、海賊B）
- BLUE SEED（1994年 - 1995年、アナウンサー、審査員、暴走族）
- 魔法騎士レイアース（村人3）
- 勇者警察ジェイデッカー（1994年 - 1995年、幾何井田美灯、ガンマックス、ボードビリアン）
- レッドバロン（ガードマン）

1995年
- 行け!稲中卓球部（耕ちゃん〈耕次郎〉、佐々木）
- 黄金勇者ゴルドラン（1995年 - 1996年、アンドレ、空影）
- 怪盗セイント・テール（悪相の男）
- 鬼神童子ZENKI（選挙運動員）
- 新機動戦記ガンダムW（記者A）
- スレイヤーズ（トカゲ男）
- 獣戦士ガルキーバ（ガリエル）
- ロミオの青い空（警官）

1996年
- 忍たま乱太郎（高茶丸〈初代〉、紙平、漁師、門番）
- 名探偵コナン（1996年 - 2016年、下田、屯念、山田〈2代目〉、中野善仁、四谷岩尚、谷畑、島木、荒岩一揮、岩淵収、竹山太吉 他）
- YAWARA! Special ずっと君のことが…。（富岡）
- 勇者指令ダグオン（モグネール、マウザー星人、パルス星人）

1997年
- 中華一番!（試験官B）
- バンブー・ベアーズ（シャックルトン）
- 超魔神英雄伝ワタル（村人）
- 忍ペンまん丸（亥助、苔助）
- 勇者王ガオガイガー（運営委員、デイブ）

1998年
- カウボーイビバップ（ギャングB、同志B、メンフィスブラザーズ3）
- ガサラキ（クルー、技術者）
- 南海奇皇（中丸）
- ポポロクロイス物語（パウロ国王）
- 魔術士オーフェン（村人1）
- 魔法のステージファンシーララ（フロアディレクター）
- MASTERキートン（大学生）

1999年
- アークザラッド（ハンターA）
- イソップワールド（ヨーヨーマ、クマ、クワガタ虫、カエルA）
- 宇宙海賊ミトの大冒険 2人の女王様（おやじ）
- GREGORY HORROR SHOW（地獄のタクシー）
- 週刊ストーリーランド（1999年 - 2000年、大工A、町人、小作人、魚屋、同僚 他）
- ∀ガンダム（肉屋のおやじ）
- 逮捕しちゃうぞ Special（盗撮男、課内の男、署員）
- Bビーダマン爆外伝V（かんとくボン）
- 地球防衛企業ダイ・ガード（ニュースキャスター）

2000年
- ファーブル先生は名探偵（宝石店店長）

2001年
- ギャラクシーエンジェル（2001年 - 2003年、老ディーラー、軍司令官、所長） - 2シリーズ
- 仰天人間バトシーラー（テディ・ザ・ウッド / テディ・ザ・ガンナー）
- FF：U 〜ファイナルファンタジー:アンリミテッド〜（不毛C）
- RAVE（グネット）

2002年
- あずまんが大王（外国人）
- キディ・グレイド（工作員）
- ぴたテン（女の子の父親、医師）

2003年
- カレイドスター（置き引き男） - 2シリーズ
- キノの旅 -the Beautiful World-（国長）
- 鋼の錬金術師（2003年 - 2004年、ひったくりの男、炭鉱の男、男B）
- LAST EXILE（コスタビ、シカーダ）

2004年
- 犬夜叉（馬頭、煉獄鬼）
- サムライガン（黒田）
- サムライチャンプルー（ケン）
- SAMURAI 7（マンゾウ、タノモ、式杜人、勅使）
- 爆裂天使（モニターマンC）
- 忘却の旋律（警備員のおじさん、牧場のおじさん、市長）
- RAGNAROK THE ANIMATION（山賊A）
- ローゼンメイデン（2004年 - 2005年、ネコ警部） - 2シリーズ

2005年
- 奥さまは魔法少女（山本俊夫）
- ケロロ軍曹（凶悪犯303号、零夜叉）
- こてんこてんこ（シューズ、校長）
- SPEED GRAPHER（江古田）
- トリニティ・ブラッド（ウィレム）
- ぺとぺとさん（警察署長、サラリーマンA）
- ブラック・ジャック（2005年 - 2006年、男、事務職員、役人）
- らいむいろ流奇譚X CROSS〜恋、教ヘテクダサイ。〜（シュロの父、陸軍将校）

2006年
- エンジェル・ハート（警備員）
- コードギアス 反逆のルルーシュ（店主、警護）
- ちょこッとSister（ティランターノ監督）
- ドラえもん（テレビ朝日版第2期）（2006年 - 2010年、原始人D、ボロボロ風体の男）
- ブラック・ジャック21（医師）

2007年
- 恋する天使アンジェリーク〜かがやきの明日〜（村人）
- ぷるるんっ!しずくちゃん（2007年 - 2012年、テルテルボーズ、テリー） - 2シリーズ
- ロケットガール（オレアリー博士）

2008年
- CLANNAD-クラナド-（落研部員）
- ゴルゴ13（刑事）

2009年
- ミチコとハッチン（ホルヘ）

2013年
- リトル・チャロ4 英語で歩くニューヨーク（ルドルフ）
- よんでますよ、アザゼルさん。Z（レイカの元彼）

2015年
- 暗殺教室（校長）

2018年
- グラゼニ（荻原） - 2シリーズ

### 劇場アニメ
- ダーティペア（1987年、ムギ）
- ヴイナス戦記（1989年、ケニー）
- SD戦国伝 天下泰平編（1990年、二代目頑駄無大将軍）
- スプリガン（1990年、田中）
- ドラミちゃん アララ♥少年山賊団!（1991年、村の男）
- 機動戦士ガンダム0083 ジオンの残光（1992年、ウィリアム・モーリス）
- 21エモン 宇宙いけ! 裸足のプリンセス（1992年、男）
- MEMORIES「最臭兵器」（1995年、パイロット）
- ジャングル大帝（1997年、カール）
- め組の大吾 火事場のバカヤロー（1999年、猪俣）
- 機動戦士ガンダム 特別版（2000年、連邦軍兵士X）
- The AURORA 海のオーロラ（2000年、上田ヒトシ[18]）
- 名探偵コナン 銀翼の奇術師（2004年、警備員）
- キディ・グレイド（2007年、オペレーター）
- コードギアス 反逆のルルーシュ I・II（2017年 - 2018年、少将、参謀） - 2作品

### OVA
1985年
- ダーティペアの大勝負 ノーランディアの謎（ムギ）
- ラブ・ポジション ハレー伝説（線路作業員）

1986年
- コスモス・ピンクショック（乗員）

1987年
- 大魔獣激闘 鋼の鬼
- ダーティペア（ムギ、ガードマン、ゲリラ）

1988年
- 機甲猟兵メロウリンク（男G）

1989年
- 機動戦士SDガンダム外伝I ラクロアの勇者（スライムアッザム）
- クラッシャージョウ 氷結監獄の罠（囚人）
- 鎧伝サムライトルーパー 外伝（黒人A）
- 鎧伝サムライトルーパー 輝煌帝伝説（警官B）

1990年
- 機動戦士SDガンダムMARK-IV（パイロット、ゲモンゲモン〈DVD版のみ未収録〉）
- ダーティペア 謀略の005便（ムギ）
- 天外魔境 自来也おぼろ変（侍）
- ポストの中の明日
- 八神くんの家庭の事情

1991年
- 機動戦士SDガンダム パパルの暁 第103話スギナムの花嫁（ハイゴック）
- 機動戦士ガンダム0083 STARDUST MEMORY（ウィリアム・モーリス、タッケン、部下B、通信員）

1992年
- 世界の光 親鸞聖人（弟子）
- 創竜伝

1993年
- 銃夢
- 爆炎CAMPUSガードレス
- ぼくの地球を守って（爆桃のメンバーB）

1994年
- 銀河英雄伝説
- ダーティペアFLASH（警官、ゴロツキ）

1995年
- ダーティペアFLASH2（管制官）

1998年
- スレイヤーズえくせれんと（群衆B、野盗B）

1999年
- 青山剛昌短編集
  - 「ちょっとまってて」（男子生徒）
  - 「夏のサンタクロース」（戦闘員）

- タイムレンジャー セザールボーイの冒険 ローマ帝国編

2000年
- 勇者王ガオガイガーFINAL（評議員C）

2002年
- 戦闘妖精雪風（イシカワ）

2003年
- モエかん THE ANIMATION（飯島）

2005年
- おとぎ銃士 赤ずきん

2006年
- ハローキティの夢のお城の王子さま（兵士C）
- 水木しげるの妖怪ワールド 恐山物語 (ぬっぺぼう）

2010年
- ブラック★ロックシューター（刑事）

### Webアニメ
- 幕末機関説 いろはにほへと（2006年、侍、天狗党、三田）

### ゲーム
1992年
- YAWARA!

1995年
- なつきクライシスバトル（鍋島美我郎）

1998年
- 新世代ロボット戦記ブレイブサーガ（サンダーガイスト、バトルボンバー、ガンマックス）
- 爆走デコトラ伝説〜男一匹夢街道〜（欽さん）

1999年
- サンライズ英雄譚（ガリエル）
- 東京惑星プラネトキオ（宝琴博士）

2000年
- ブレイブサーガ2（上記及び空影、大阪次郎）

2003年
- 機動戦士ガンダム めぐりあい宇宙（ウィリアム・モーリス）
- SUNRISE WORLD WAR Fromサンライズ英雄譚（ガリエル）
- 北斗の拳 激打3 〜タイピング覇王〜（ハート様）

2005年
- カウボーイビバップ 追憶の夜曲（賞金首）
- 新世紀勇者大戦
- テイルズ オブ ジ アビス（ウルシー）
- Rhapsodia（シュトルテハイム・ラインバッハ2世）

2006年
- H2O プラス（小日向の父）
- ファイナルファンタジーXII（ダグザ）
- ローゼンメイデン ドゥエルヴァルツァ（ねこ警部）

2007年
- ルミナスアーク（ユゴー）
- ローゼンメイデン ゲベートガルテン（ねこ警部）

2015年
- ひぐらしのなく頃に粋

2017年
- スーパーロボット大戦V / X / T（2017年 - 2019年、トライボンバー / バトルボンバー） - 3作品

2021年
- テイルズオブアライズ

### ドラマCD
- 黄金勇者ゴルドラン
  - 総天然色CD大活劇「ワルター・ワルザックの大冒険」（空影、落語家）
  - CDサウンド・ムービー・ショウ 華麗な探偵 ワルザック・ブラザーズ〜死神の逆位置（空影）
- 餓沙羅鬼見聞録「風の記憶 砂の伝承」（木星探査船コパイロット）
- 餓沙羅鬼見聞録「天の人 海の民」（浜の人）
- ケロロ軍曹 宇宙でもっともギリギリなCD第4巻（零夜叉〈成犬〉）
- GetBackers-奪還屋-神の記術編 2 〜the place of a god's death〜（白虎）
- 最終神話戦争イデアオペラ オリジナルドラマCD 第2章 彷徨う冥界の扉（ディオニュソス）
- 最終神話戦争イデアオペラ オリジナルドラマCD 第3章 輝ける悠遠の女神（ディオニュソス）
- サンライズワールド（シグマ）
- 低俗霊DAYDREAM（島村）
- トリニティ・ブラッド ドラマCD（ヴァンパイアA、衛兵、黒服B）
- 成恵の世界 その1 ボクの彼女は宇宙人（4WDの運転手）
- 秘密のバイト志願!?（ヨシノ）
- 放課後のトム・ソーヤー（男の子1）
- 新世紀GPXサイバーフォーミュラSAGA ROUND4 I WILL BE BACK（マスター）
- 魔法使いTai!の文化祭 歌と、ゆかたと、フォークダンス（伊藤郁夫〈ラーメン研部長〉）
- 勇者王ガオガイガー スペシャルドラマ4 〜ID5は永遠に…〜（恐竜人間AB）
- 勇者警察ジェイデッカー CDミステリー劇場 「謎の招待状〜今、真実が明かされる時〜」（ガンマックス）
- 勇者特急マイトガイン 歌のアルバム（バトルボンバー）
- 夢で逢えたなら（駅アナウンス、同僚 他）
- 鎧伝サムライトルーパー（芭陀悶）
- レジェンド・オブ・クリスタニア（オルゲンス）

### 吹き替え

#### 映画
時期不明
- リーグ・オブ・レジェンド/時空を超えた戦い（イシュマエル〈テリー・オニール〉）※機内上映版

1987年
- エイプリル・フール
- 復讐の夜想曲

1990年
- ブルースチール

1991年
- ジャーニー・オブ・ホープ

1994年
- ホールド・オン・ミー

2001年
- クローン・トゥ・キル
- 恋にあこがれて in N.Y.

2002年
- アルティメットバトル 忍者VS少林寺（ツェン〈銭嘉楽〉）
- ワンス・アポン・ア・タイム・イン・チャイナシリーズ ※ビデオ版
  - ワンス・アポン・ア・タイム・イン・チャイナ/少林故事
  - ワンス・アポン・ア・タイム・イン・チャイナ/八大天王
  - ワンス・アポン・ア・タイム・イン・チャイナ/無頭将軍
  - ワンス・アポン・ア・タイム・イン・チャイナ/辛亥革命
  - ワンス・アポン・ア・タイム・イン・チャイナ/理想年代

2007年
- 霊幻道士3 キョンシーの七不思議

2008年
- 光州5・18（インボン〈パク・チョルミン〉）
- 爆発感染 レベル5（エドワード・ヴィセンテ〈マイケル・マッシー〉）

2009年
- 奇術師フーディーニ 〜妖しき幻想〜（マクダビッシュ〈ビリー・マッコール〉）

2013年
- シェフ! 〜三ツ星レストランの舞台裏へようこそ〜

#### ドラマ
時期不明
- スイート・ライフ

1985年
- 俺たち賞金稼ぎ!!フォール・ガイ

1996年
- Xファイル ※ソフト版

1999年
- 不思議なオパール

2000年
- ザ・ホワイトハウス2

2003年
- ザ・ホワイトハウス4
- CSI:2 科学捜査班
- スピン・シティ

2005年
- WITHOUT A TRACE/FBI 失踪者を追え!（ブルース〈クリス・ダナンジオ〉）

2006年
- 流星花園 花より男子

2008年
- ビバリーヒルズ高校白書
- セックス・アンド・ザ・シティ

2010年
- イタズラなKiss〜Playful Kiss
- コールドケース6
- クリミナル・マインド2 FBI行動分析課 #10（ケニー）

2011年
- キャッスル 〜ミステリー作家は事件がお好き シーズン2（キーラの叔父〈グレアム・ベッケル〉）
- バーン・ノーティス 元スパイの逆襲 シーズン2

2017年
- ナイトシフト3 真夜中の救命医 #9（Mr.ネビル〈ウォーレス・ショーン〉）

#### アニメ
- ビリー&マンディ（2003年、ハロルド、ホス・デルガド、スパーグ 他）

### ナレーション
- モーニングEye
- ビッグモーニング
- 即席!明るい改造計画
- RKKワイド 夕方いちばん

### ボイスオーバー
- 奇跡の扉 TVのチカラ
- キリストの棺
- BS世界のドキュメンタリー

### その他コンテンツ
- ダーティペアの大冒険 ソノラマカセットスペシャル（ムギ）
- ダーティペアの大冒険 ソノラマカセットスペシャル2〈田舎者殺人事件〉（ムギ）
- タカラ 白バイ刑事ガンマックスCM（ガンマックス）

### シリーズ一覧
1. ↑  第1期（2001年）、第3期『AA』（2003年）
2. ↑  第1期（2003年）、第2期『新たなる翼』（2003年）
3. ↑  第1期（2004年）、第2期『トロイメント』（2005年）
4. ↑  第1期（2007年）、第3期『ぴっちぴち♪しずくちゃん』（2012年）
5. ↑  シーズン1（2018年）、シーズン2（2018年）